# Mateusz Trochanowski
Mateusz Jan Trochanowski (* 13. April 1992 in Bogatynia) ist ein österreichisch-polnischer Fußballtorwart.

## Karriere
Nach mehreren Stationen kam Trochanowski am 23. März 2013 mit dem FC Pinzgau Saalfelden zu seinem ersten Einsatz in der drittklassigen österreichischen Regionalliga West, konnte sich aber nicht durchsetzen. Im August 2015 verpflichtete der FC Energie Cottbus Trochanowski. Seither spielte er in der zweiten Mannschaft, wo er sich im Tor mit Avdo Spahić abwechselt. Am 5. Februar 2016 kam er zu seinem ersten Drittliga-Einsatz in der ersten Mannschaft des FC Energie, als er am 24. Spieltag der Saison 2015/16 nach einer Verletzung Rene Rennos eingewechselt wurde.
Nachdem er mit Cottbus in die Regionalliga abgestiegen war, verließ er den Verein im Sommer 2016. Zur Saison 2016/17 wechselte er zum unterklassigen FV Rot-Weiß Birkenhof, für den er jedoch nur zwei Spiele absolvierte und im Oktober 2016 wieder verließ. Nach mehreren Monaten ohne Verein wechselte er im März 2017 zum Regionalligisten FSV Union Fürstenwalde. Für Fürstenwalde absolvierte er in der Saison 2016/17 ein Spiel in der Regionalliga. Nach Saisonende verließ er den Verein.
Nach fast einem Jahr ohne Verein schloss sich Trochanowski im Mai 2018 dem unterklassigen Weißenseer FC an. Im April 2019 wechselte er zur viertklassigen Zweitmannschaft des 1. FC Köln. Ohne Einsatz verließ er die Kölner nach der Saison 2019/20. Anfang des Jahres 2022 absolvierte er ein Probetraining bei Alemannia Aachen, wurde jedoch nicht unter Vertrag genommen. Nach eineinhalb Jahren ohne Klub kehrte er im Februar 2022 zu seinem Heimatverein Union Rohrbach/Berg zurück, den er jedoch im Sommer 2022 wieder verließ.